# ADEOS-II
ADEOS-II, (Advanced Earth Observing Satellite-II, ou en japonais : Midori-II, Midori signifie « Vert », est un satellite d'observation de la Terre développé par l'Agence spatiale japonaise NASDA et lancé le 14 décembre 2002. Ce gros satellite d'observation de la Terre qui emporte 1 230 kilogrammes d'instrumentation scientifique constitue la contribution japonaise au programme de recherche international sur le changement climatique. Ses instruments collectent des données contribuant à la mesure du cycle du carbone, de l'eau et de l'énergie mais également des données utilisées par la météorologie et la pêche. ADEOS-II prend la suite d'ADEOS-I perdu un an après son lancement en 1996. ADEOS-II est lui-même perdu un an après son lancement à la suite d'une défaillance sans doute accidentelle.

## Objectifs
Les objectifs d'ADEOS-II s'inscrivent dans le cadre du programme mondial de recherche sur le changement climatique IEOS qui inclut également les programmes EOS (États-Unis), ENVISAT et MetOp (Agence spatiale européenne) et EUMETSAT. Ces objectifs sont les suivants , : 
- Collecte périodique et systématique des données sur le cycle de l'eau et de l'énergie.
- Évaluation de la quantité de la biomasse et la productivité générale en tant que paramètre du cycle de carbone jouant un rôle important dans le réchauffement climatique.
- Détection des tendances au changement climatique à long terme.

## Historique
ADEOS-II prend la suite du satellite ADEOS-I perdu un an après son lancement, en août 1996, à la suite d'une rupture mécanique de son panneau solaire. ADEOS-II est lancé le 14 décembre 2002 depuis la base de lancement de Tanegashima par le lanceur H-IIA # 4. Il est placé sur une orbite héliosynchrone de 806 km avec une inclinaison de 98,7°. Le 23 octobre 2003, le contact avec le satellite est perdu. La commission d'enquête nommée pour trouver l'origine du dysfonctionnement conclut soit à un impact d'un débris spatial ayant créé un arc électrique au niveau du panneau solaire soit à une défaillance liée à une éruption solaire.

## Caractéristiques techniques
ADEOS-II est un gros satellite d'observation de la Terre de 3 680 kilogrammes construit par l'industriel Mitsubishi Heavy Industries qui reprend les caractéristiques d'ADEOS-I pour limiter les coûts. Ses dimensions extérieures sont de 4 m x 4 m x 6 m. Un panneau solaire formant une aile solaire unique longue de 26 mètres et large de 3 mètres fournissent 4,5 kW. Le satellite est stabilisé sur 3 axes. Il communique en bande S (bas débit) et en bande Ka (débit de 120 mégabits) avec les stations terrestres.

### Instrumentation
Le satellite emporte cinq instruments d'une masse totale de 1,23 tonne, dont deux développés par la NASDA et trois conçus par des partenaires nationaux ou internationaux : 
- AMSR (Advanced Microwave Scanning Radiometer ) est un radiomètre avancé à balayage hyperfréquence de la NASDA qui analyse les émissions micro-ondes de la surface de la Terre et de l'atmosphère. Différents paramètres géophysiques peuvent être déduits de ces mesures comme la densité de la vapeur d'eau, la vitesse des vents de surface au-dessus des eaux, l'humidité de sols...
- GLI (Global Imager) est un senseur optique de la NASDA qui analyse le rayonnement solaire réfléchi par la surface de la Terre et les nuages. La mesure se fait sur plusieurs longueurs d'onde caractérisant la chlorophylle, les composés organiques, la densité de la végétation, la température, la présence de la neige ou de glace et la distribution des nuages. Ces données permettent de comprendre la circulation globale du carbone et le changements climatiques.
- ILAS-II (Improved Limb Atmospheric Spectrometer-II) est un spectromètre développé par la NASDA dont l'objectif est de contrôler la couche d'ozone présente dans la stratosphère aux hautes latitudes.
- SeaWinds est un scatteromètre développé par le centre JPL de la NASA pour mesurer avec une précision élevée la vitesse et la direction des vents au-dessus des océans avec une couverture de 90 % des eaux libres de glaces.
- POLDER-2 (Polarization and Directionality of the Earth's Reflectances) est un instrument de l'agence spatiale française (CNES). Ce radiomètre imageur mesure la polarisation, la direction et les caractéristiques spectrales de la lumière solaire réfléchie par les aérosols, les nuages, les océans et les surfaces du sol[4].

### Sources
- (en) « ADEOS-II (Advanced Earth Observing Satellite-II) / Midori-II », EO Portal (ESA), (consulté le 4 octobre 2014).
- (en) Brian Harvey, Henk H F Smid et Theo Pirard, Emerging space powers : The new space programs of Asia, the Middle East ans South America, Springer Praxis, 2010, (ISBN 978-1-4419-0873-5).